# Bokaa
Cet article possède un paronyme, voir Boka.
Bokaa est une ville du Botswana.